# هيترا
هيترا، باللغة النرويجية Hitra، هي بلدية في مقاطعة سور تروندلاغ وتنتمي لإقليم فوسان. المقر الإداري للبلدية هو قرية فيلان، كما تضم قرى أخرى: أنكرسكوغان، أنسنس، فورسنس، هيستفيكا، كنارلغسوند، كانفار، ميلادسيوان، نوردبوتن، ساندستاد وأولفان.
تتألف البلدية من جزيرة هيترا وعدد من الجزر الأخرى. بمساحة تقدر بـ571.5 كيلومترا مربعا تعد جزيرة هيترا سابع أكبر جزيرة في النرويج القارية وأكبر جزيرة واقعة جنوب الدائرة القطبية الشمالية.
هيتران معروفة بكونها موطنا لأعداد كبيرة من الأيل الأحمر، وتعد عضوا في الجمعية الدولية لألعاب الجزر.

## معلومات عامة
تأسست بلدية هيترا في 1 يناير/كانون الثاني 1838. في 1 يناير/كانون الثاني 1877 الجزء الشمالي المسمى بفرويا تم فصله عن هيترا ليشكل بلدية مستقلة. في 1 يناير/كانون الثاني 1886 تم فصل الجزء الجنوبي والشرقي من هيترا ليشكل بلدية مستلقة تدعى فيلان. في 1 يناير/كانون الثاني 1913 تم فصل الجزء الغربي من هيترا ليشكل بلدية مستلقة تدعى كفانفار. في 1 يناير/كانون الثاني 1964 تم ضم كل من بلديات هيترا، كفانفار، فيلان وساندستاد في بلدية واحدة تدعى هيترا، وكان عدد سكانها آنذاك يقدر بـ1,344 نسمة.

### التسمية
التسمية في اللغة النوردية القديمة Hitr، وهي مشتقة على الأرجح من كلمة معناها «مشقوق» أو «منقسم»، في إشارة إلى العديد من البوغاز الموجود في الجزيرة. حتى عام 1918 كان اسم الجزيرة والبلدية يهجئ على النحو الآتي: Hitteren.

### شعار النبالة
شعار النبالة اُعتمد حديثا في 7 أغسطس/آب 1987، وهو يصور أيلا أحمر بلون فضي مع خلفية زرقاء، مع العلم أن هيترا تعد واحدة من أكبر مواطن الأيل الأحمر في شمال أوروبا.

### الكنائس
كنيسة النرويج تمتلك أربعة أبشريات في بلدية هيترا، وهي تابعة لعمادة أوركدال وأسقفية نيداروس.
| الأبشرية | اسم الكنيسة    | تاريخ البناء | موقع الكنيسة |
| -------- | -------------- | ------------ | ------------ |
| هيترا    | هيترا كيركا    | 1927         | ميلاندسيوان  |
| هيترا    | دولم كيركا     | 1188         | دولمويا      |
| فيلان    | فيلان كيركا    | 1789         | فيلان        |
| فيلان    | نوردبوتن كيركا | 1900         | نوردبوتن     |
| كفانفار  | كفانفار كيركا  | 1909         | كفانفار      |
| كفانفار  | فورسنيس كابل   | 1935         | فورسنيس      |
| ساندستاد | ساندستاد كيركا | 1888         | ساندستاد     |

## الجغرافيا
هيترا هي سابع أكبر جزيرة في النرويج القارية، وهي محدودة ببلدية فرويا شمالا. تمتد هيترا بين تروندهايمسلايا وفرويفيوردن. موركدالستوفا هي أعلى قمة في الجزيرة بارتفاع يقدر بـ345 مترا عن سطح البحر.
إلى جانب جزيرة هيترا (الأكبر في البلدية) توجد جزر أخرى رئيسية مثل: فيالفارسويا، ألفويا، دولمويا، هيلغبوستادويا وبيسبويان. من بين المنارات الموجودة في البلدية هي بورويهولمان وتيرنينغن الواقعة في الجزء الجنوبي من البلدية.

## النقل
تسير شركة «كيستاكسبريسن» رحلات بالقطمران من تروندهايم إلى كريستيانسوند. نفق هيتراتونالين (5,610 مترا) الواقع تحت البحر يربط بين هيترا والنرويج القارية (جنوبا)، أما نفق فرويا (5,305 مترا) يربط بين هيترا وفرويا (شمالا).

## الطاقة
توجد مزرعة رياح في وسط الجزيرة، تدعى بمزرعة هيرتا للرياح، أُسست سنة 2004. يوجد بها 24 عنفة رياح وتولد ما يقدر بـ55 ميغاواط.

## روابط خارجية
- موقع مزرعة الرياح في هيترا.
- الدليل السياحي لمقاطعة سور تروندلاغ على Wikivoyage.
- إحصاءات حول بلدية هيترا في موقع الإحصاءات النرويجي.